# Громадянство Вірменії

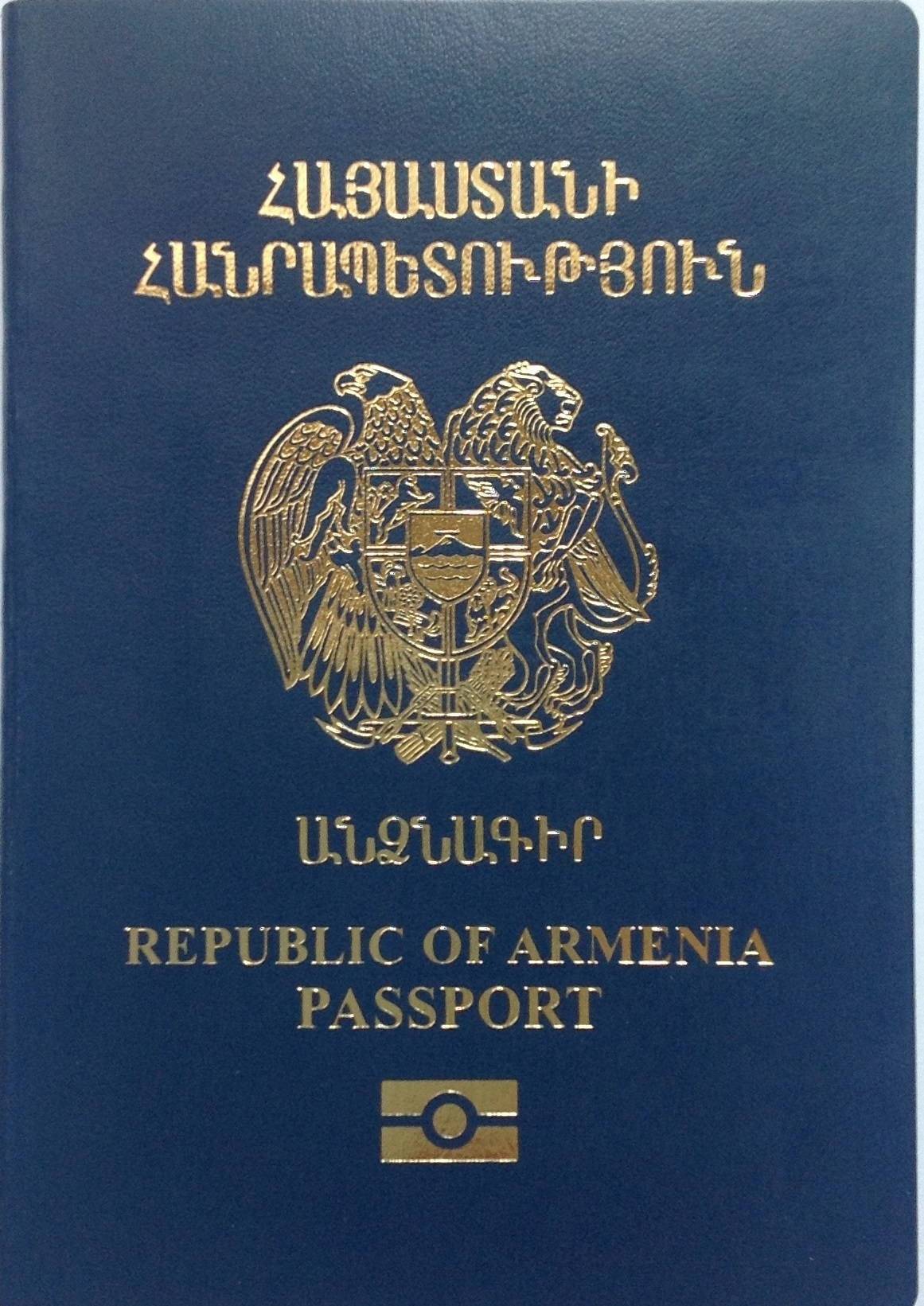
Вірменський біометричний паспорт для виїзду за кордон.

Вірменське громадянство базується на «праві крові» (лат. jus sanguinis), тобто особа отримує громадянство батьків незалежно від місця народження. Законодавство про громадянство Вірменії було ухвалене 6 листопада 1995 року і значно змінене в 2007 році, коли було дозволене подвійне громадянство.

## Отримання вірменського громадянства
Отримання громадянства Вірменії можливе такими шляхами:
- Визнання громадянином
- Народження
- Прийняття до громадянства
- Відновлення громадянства
- Прийняття до громадянства за групою
- На основі міжнародних договорів Вірменії

### Визнання громадянином
Визнаються громадянами Вірменії такі особи:
- Колишні громадяни Вірменської РСР, які постійно проживали на території Республіки Вірменія, які до моменту ухвалення Конституції Вірменії не отримали громадянства іншої країни і не відмовились від вірменського громадянства.
- Особи без громадянства або колишні громадяни інших республік СРСР, які не є іноземними громадянами, які постійно проживали на території Вірменії до 31 грудня 2003 та подали заявку на отримання громадянства (додано 20 березня 2002 року).
- Колишні громадяни Вірменської РСР, які живуть за межами Республіки Вірменія і не отримали громадянства іншої країни (додано 12 квітня 2001 року).

### Громадянство за народженням
Дитина народжена у Вірменії отримує громадянство Вірменії якщо (одне з двох):
- Обидва з батьків мають вірменське громадянство на момент народження дитини, незалежно від місця народження.
- Один з батьків має вірменське громадянство на момент народження дитини, а інший є невідомим або є особою без громадянства.

Якщо на момент народження дитини один з батьків має вірменське громадянство, а інший є іноземним громадянином, визначення громадянства дитини залежить від письмової згоди обох батьків.
Діти осіб без громадянства, народжені на території Вірменії, отримують громадянство Вірменії.

### Прийняття до громадянства
Будь-яка особа, яка ще не має вірменського громадянства, може отримати його якщо виконуються всі з таких умов:
- цій особі вже виповнилось 18 років;
- ця особа проживала у Вірменії на законних підставах протягом трьох років;
- вільно володіє вірменською мовою;
- орієнтується в Конституції Вірменії.

Особа яка не має громадянства Вірменії може його отримати без виконання умови про термін проживання, якщо виконується хоч одна з таких умов:
- Ця особа одружилась із громадянином чи громадянкою Вірменії або один чи декілька з її дітей чи батьків є громадянином Вірменії.
- Обидва або один з батьків цієї особи колись мав вірменське громадянство або народився на території Вірменії і подав заявку на отримання громадянства Вірменії протягом трьох років із моменту виповнення 18 років.
- Ця особа є вірменином за походженням і проживає на території Вірменії.

Особа, яку приймають до громадянства Вірменії, має прочитати текст присяги вірменською мовою і підписати її.

## Подвійне громадянство і військова служба
Подвійне громадянство стало дозволеним після внесення 26 лютого 2007 змін до Закону про громадянство Вірменії №75-Н.
Всі особи чоловічої статі із подвійним громадянством, одним з яких є вірменське, зобов'язані пройти строкову службу в Збройних силах Вірменії, навіть якщо вони не проживають на території Вірменії (з цього правила є деякі виключення). Етнічні вірмени-чоловіки, народжені за кордоном, мали проблеми із законом коли вони приїжджали до Вірменії, оскільки вони вважались громадянами Вірменії самі того не знаючи та не проходили військову службу. Більшість чоловіків-громадян Вірменії, які живуть за кордоном, не повертаються на батьківщину щоб не проходити військову службу. Наразі існує можливість пройти цивільну службу замість військової, але цивільна служба триває 46 місяців у порівнянні з 24-ма місяцями військової служби, і ті хто хочуть проходити цивільну службу замість військової мають подати заяву завчасно. Ті хто досяг віку 27 років і не проходив службу, підлягають кримінальній відповідальності за ухилення від військової служби або натомість мають заплатити величезний штраф.
Іноземець якого було прийнято до громадянства Вірменії може бути звільнений від обов'язкової військової служби якщо до отримання вірменського громадянства він вже проходив військову службу в іншій країні протягом не менше року або альтернативну службу не менше ніж півтора роки, за виключенням деяких країн, перелік яких встановлюється урядом Вірменії.
Вірменське громадянство не припиняється, якщо закінчується термін дії паспорта чи якщо громадянин довго живе за межами Вірменії. Для припинення громадянства особа має подати письмову заяву та пройти через спеціальну процедуру.

## Спеціальний дозвіл на проживання
Вірменія дозволяє іноземним громадянам отримувати 10-річні спеціальні дозволи на проживання. Вони даються іноземцям вірменського походження, а також особам які надають важливі послуги вірменській державі і народу або які залучені до економічної чи культурної діяльності у Вірменії.
Тим хто отримує спеціальний дозвіл на проживання видається спеціальний "паспорт", який дає їм можливість проживати на території Вірменії і позбавляє необхідності отримувати візу для поїздки до Вірменії. Перебуваючи у Вірменії вони мають такі самі права і обов'язки, як і громадяни Вірменії, окрім військової служби, права голосу, права балотуватись на виборні посади та права членства в політичних організаціях. Але цей "спеціальний паспорт" не дає права подорожувати без віз до країн СНД або інших країн, куди вірменські громадяни можуть їздити без віз. Щоб подорожувати до інших країн власник вірменського "спеціального паспорту" має використати свій справжній паспорт, який підтверджує громадянство певної країни.
Особи які пережили геноцид вірмен в Османській імперії отримують спеціальний дозвіл на проживання за спрощеною процедурою та звільняються від сплати реєстраційного збору.

## Візові вимоги до вірменських громадян
Станом на квітень 2020 року громадяни Вірменії мають безвізовий доступ до 35 країн та територій, ще 41 дозволяє отримувати візу по прибуттю, 122 країни та території вимагають завчасного отримання візи. Азербайджан, внаслідок вірмено-азербайджанської війни, забороняє в'їзд на свою територію громадянам Вірменії, а також всім іноземним громадянам вірменського походження. Це ставить вірменський паспорт на 60-те місце серед всіх (разом із намібійським, одразу перед малавійським та туніським, одразу перед кубинським та домінікансько-республіканським), за версією «Global Passport Power Rank».